# Epidendrum amblyantherum
Epidendrum amblyantherum är en orkidéart som beskrevs av Eric Hágsater och E.Santiago. Epidendrum amblyantherum ingår i släktet Epidendrum och familjen orkidéer. Inga underarter finns listade i Catalogue of Life.